# Zvončica
Zvončica (eng. Tinker Bell) američka je dugometražna sinkronizirana 3D filmska crtana serija i glavni lik te serije.
Zvončica iz ove serije filmova rodila se iz dječjeg osmjeha.

## Uloge
Hana Hegedušić/Zvončica 
Maja Kovač/Ružica 
Anja NigovićIrena 
Anastasija Jankovska/Maglica 
Ana Kraljević/Lana 
Mirela Brekalo/Vila Mila 
Mitja Smiljanić/Tibor 
Ronald Žlabur/Klenk 
Sven Šestak/Bobl 
Nina Kaić/Hitra 
Jelena Miholjević/Vilinska kraljica 
Ostali glasovi
Aleksandar Cvjetković, Ivana Bakarić, Ranko Tihomirović, Siniša Ružić, Robert Ugrina, Marko Torjanac, Antonija Stanišić, Mladena Gavran, Brigita Luketić, Sanja Hrenar, Anita Luketić, Zrinka Antičević, Igor Šehić i Petra Vukelić.

## Pjesme
"Tad vile vraćaju se" 
Izvodi: Daria Hodnik Marinković
"Samo ostani svoj" 
Izvodi: Daria Hodnik Marinković

## Hrvatska sinkronizacija
Sinkronizacija: Livada Produkcija
Tonska obrada pjesama: Livada Produkcija
Mix studio: Shepperton International
Režija: Zrinka Matijević Veličan
Prijevod/Prepjev: Korana Serdarević
Redatelj glazbe: Nikša Bratoš
Kreativni supervizori: Magdalena Snopek i Maciej Eyman